# Cheilotrichia (Empeda) noctivagans
Cheilotrichia (Empeda) noctivagans is een tweevleugelige uit de familie steltmuggen (Limoniidae). De soort komt voor in het Nearctisch gebied.